# Maffia
Maffia (Italiaans: mafia, met één f, uitspraak: /ˈmafja/) is een verzamelnaam van Italiaanse geheime criminele organisaties met gemeenschappelijke kenmerken: het gebruik van extreem geweld, het opleggen van zwijgplicht (omertà) en het hebben van inwijdingsrituelen en stichtingsmythen. Bovendien is er een sterke link tussen de onderwereld en de (legale) bovenwereld.
Een persoon die tot de maffia behoort wordt een maffioso (meervoud maffiosi) genoemd. De belangrijkste organisaties in Italië zijn de cosa nostra op Sicilië, de 'ndrangheta in Calabrië, de Camorra in Napels en de Sacra Corona Unita in Apulië.
De term wordt tegenwoordig ook gebruikt voor georganiseerde misdaad in het algemeen.

De vier grote maffiabendes in Zuid-Italië
Cosa nostra
Camorra
Sacra Corona Unita
'Ndrangheta

## Terminologie
Onder elkaar spreken maffiosi nooit over hun organisatie in termen van "maffia", eerder gebruiken ze termen als "de Familie". Ook hebben ze het soms over "onze organisatie". Ze noemen zichzelf ook geen maffiosi, maar "Uomini d'onore" of "mannen van eer".

## Criminele activiteiten

### Drugshandel
De Siciliaanse maffia is een belangrijke speler in de internationale drugshandel. In 2003 heeft de Siciliaanse maffia naar schatting ruim € 8 miljard omgezet met de handel in drugs.

### Wapenhandel
In 2003 is door de Siciliaanse maffia naar schatting een omzet geboekt van ruim € 1,5 miljard door wapenhandel.

### Woekerleningen
Een publicatie uit 2007 van Confesercenti (een Italiaanse vereniging van kleine bedrijven) meldde dat ongeveer 25,2% van alle Siciliaanse bedrijven geld verschuldigd zijn en een bedrag van rond de € 1,4 miljard per jaar betalen aan maffioze woekeraars. Dit gebeurt onder bedreigingen en met exorbitante winstmarges.

## Geschiedenis

### Etymologie
De oorspronkelijke maffia is ontstaan op Sicilië (zie Cosa nostra), als antwoord op de 'overheersing' van de verschillende regeringen en tegenwoordig die van Rome.
De term is zeer waarschijnlijk ontleend aan een folkloristisch toneelstuk van Giuseppe Rizzotto, getiteld "I Mafiusi di la Vicaria".
Een andere verklaring is dat de naam kan verwijzen naar de Arabische overheersers die in het Saracenen-tijdperk Palermo regeerden, namelijk de stam Ma Afir.
Nog een mogelijke, Arabische invloed is Mu Afat. Mu betekent moed, Afat het beschermen van de zwakkeren tegenover de sterken.
Ook zou de naam MAFIA een afkorting kunnen zijn voor Morte alla Francia Italia Anela, dat zoveel als "Dood aan Frankrijk is Italiës Verlangen" betekent. Dit gezegde zou komen uit de tijd dat Sicilië bezet was door de Fransen. Het verhaal gaat, dat op een dag een Siciliaans meisje verkracht werd door een Franse soldaat, wat de druppel bleek voor de onderdrukte Sicilianen die gewapend met zeis, bijl en de Siciliaanse lupura (een Siciliaans woord voor afgezaagd dubbelloops jachtgeweer) de Franse bezetters van het eiland hebben geweerd.
Op Sicilië zelf zegt men dat de maffiosi boeren waren die met beschilderde ezelskarren in de 19e eeuw naar het noorden vertrokken en vochten voor de onafhankelijkheid van Zuid-Italië tegen het overheersende noorden nadat het arme noorden het rijke zuiden ontdaan had van alle fabrieken en deze verplaatst had naar het noorden om daar de economie nieuw leven in te blazen.

### Ontstaan
Het ontstaan van de maffia begint al ruim voor de 19e eeuw. Het Sicilië van toen was puur agrarisch en in het bezit van adellijke landeigenaren, meestal met de status van baron. Deze 'nobili' staken natuurlijk niet zelf de handen uit de mouwen om het land te bewerken. Tegen een percentage van de oogst en een pachtsom, verdeelden zij het land onder de boeren. Om toezicht te houden op het eigendom en er zeker van te zijn dat de oogst voldoende zou opbrengen, namen zij opzichters in dienst. Deze opzichters werden door de pachters 'hoofd', ofwel 'capo' genoemd.
Deze capo was het aanspreekpunt voor het herverpachten van de landerijen en nog belangrijker de verdeling van het regenwater dat werd opgeslagen in de bassins ten behoeve van irrigatie. Het irrigeren van de akkers op het zeer droge eiland was de enige garantie voor welstand. Kort gezegd: wie het water bezat of verdeelde, bezat ook de rijkdom en daardoor de macht. Opzichters waren corrupt, en vrij om te beschikken over het lot van vele pachters. Daar is de basis gelegd voor de hedendaagse maffia, die zich voornamelijk bezighoudt met prostitutie, woekerpraktijken (loansharking), vastgoed, drugshandel, afpersing en politiek.

### Verspreiding
De eerste maffiafamilies trokken uit het platteland naar Palermo nadat ze met het einde van de feodaliteit hun juridische macht verloren. Ze lieten hun eigendommen na aan de 'gabellotti', de pachtophalers, die clans vormden.
Sommige Italiaanse families weken uit naar de Verenigde Staten. In steden als New York ontstond een gelijkwaardig fenomeen als wat men in het thuisland Italië kende.
Benito Mussolini slaagde erin de Italiaanse maffia een fataal lijkende slag toe te brengen, maar deze werd na diens afzetting in 1943 vanuit de VS weer nieuw leven ingeblazen.
Vanaf de jaren zestig verdwijnen talloze lichamen in de fundamenten van Palermo. Clans uit Corleone, en ook New York, roken hun kans. Ze maakten korte metten met de 'eerbaren', getrouw aan de traditionele afpersingsmethoden.
In Marseille had zich het wereldcentrum van heroïnehandel bevonden. Nadat de French Connection door Franse en Amerikaanse recherche was opgeruimd, werd Marseille al snel vervangen door Palermo.
De tentakels van "de Familie" spreiden zich inmiddels uit over heel Italië en daarbuiten.

### Hoogste maffiabaas opgepakt
Op 11 april 2006 werd de capo di tutti capi (baas van alle bazen), maffiabaas Bernardo Provenzano op 73-jarige leeftijd op Sicilië opgepakt. Hij had als bijnaam De geest van Corleone. Provenzano had zich sinds zijn veroordeling ruim 43 jaar daarvoor tot levenslange gevangenisstraf schuilgehouden in een boerderij bij het plaatsje Corleone op Sicilië.
Zijn voormalig baas en partner was Salvatore 'Toto' Riina (ook afkomstig uit Corleone), die in 1993 werd gearresteerd. Provenzano werd bij verstek veroordeeld wegens 275 bewezen moorden, onder meer voor medeaansprakelijkheid voor de moord op de anti-maffiarechters Giovanni Falcone en Paolo Borsellino in 1992. Provenzano was de rechterhand van opdrachtgever en capo dei capi Salvatore Riina.
Op 13 juli 2016 is Provenzano op 83-jarige leeftijd gestorven, in een ziekenhuis in Milaan.

## Organisatiestructuur
Aan de top van de verschillende afdelingen (geleid door families) staat de don (baas). Zij worden bijgestaan door consiglieri (raadgevers). 's Werelds bekendste consigliere is misschien wel de fictieve Tom Hagen uit de film The Godfather. De don geeft opdrachten aan zijn capo's (of voluit caporegimes of capodecini), die binnen de Amerikaanse maffia ook wel captains worden genoemd. Onder een capo vallen meestal één of meer coches (teams) van soldati, die worden geleid door een capodecino (kapitein van een groep van tien). De soldati, die ook wel picciotti (Sicilaans voor 'jongens') worden genoemd, verrichten de uitvoerende handelingen.

## Oude codes
De maffia heeft lang gehandeld volgens bepaalde codes die hen verboden in oneerbare zaken betrokken te zijn zoals drugshandel en prostitutie. Drugshandel werd echter wel gevoerd. Er werd dan voor gezorgd dat alle drugs naar de (vaak Amerikaanse) klanten ging. Op die manier werden de eigen kinderen beschermd tegen de heroïne.
Een paar van de oudste codes binnen de maffia zijn de omerta en de vendetta.

### Omerta
De omerta is de erecode die het maffialeden verbiedt met de autoriteiten en buitenstaanders te spreken over interne aangelegenheden. Op het overtreden van deze zwijgplicht staat veelal de doodstraf.
Een berucht voorbeeld van een maffialid dat de geheimhoudingsplicht overtrad, is de Italiaans-Amerikaanse maffioso Joe Valachi, die in 1963 voor een Amerikaanse senaatscommissie getuigde en het bestaan van de georganiseerde misdaad in de VS toegaf. Een recenter voorbeeld is Tommaso Buscetta, die als spijtoptant in de jaren tachtig tegen de Siciliaanse maffia getuigde.

### Vendetta
Vendetta is de bloedwraak: wie een lid van een familie doodt, zal door die familie bestraft worden met de dood. Gedood wordt ook diegene die zich tegen de bendes verzet.

## Grote misdaadorganisaties per land
De volgende misdaadorganisaties worden ook vaak aangeduid als maffia-organisaties.
- Albanese maffia
- Amerikaanse maffia
- BACRIM ('Bandas criminales emergentes' in Columbia)
- Corsicaanse maffia (op het Franse eiland Corsica, in Marseille en het zuiden van Frankrijk)
- Grijze Wolven (Turkije)
- Mexican Mafia (Mexico)
- Russische maffia
- Triade (China)
- Yakuza (Japan)

Alleen de Amerikaanse maffia heeft zijn wortels in de cosa nostra en behoort daarom tot de eigenlijke maffia.